# Torrente 5: Operación Eurovegas
Torrente 5: Operación Eurovegas es la quinta parte de la saga de películas realizadas por el director Santiago Segura, la cual empezó con Torrente, el brazo tonto de la ley, y de nuevo, el propio cabecilla se mete en el papel protagonista como José Luis Torrente. La película, que está producida por Amiguetes Entertainment, compañía propiedad de Segura, cuenta además con la participación de Atresmedia Cine; su lanzamiento se produjo en la taquilla española el 3 de octubre de 2014.

## Sinopsis

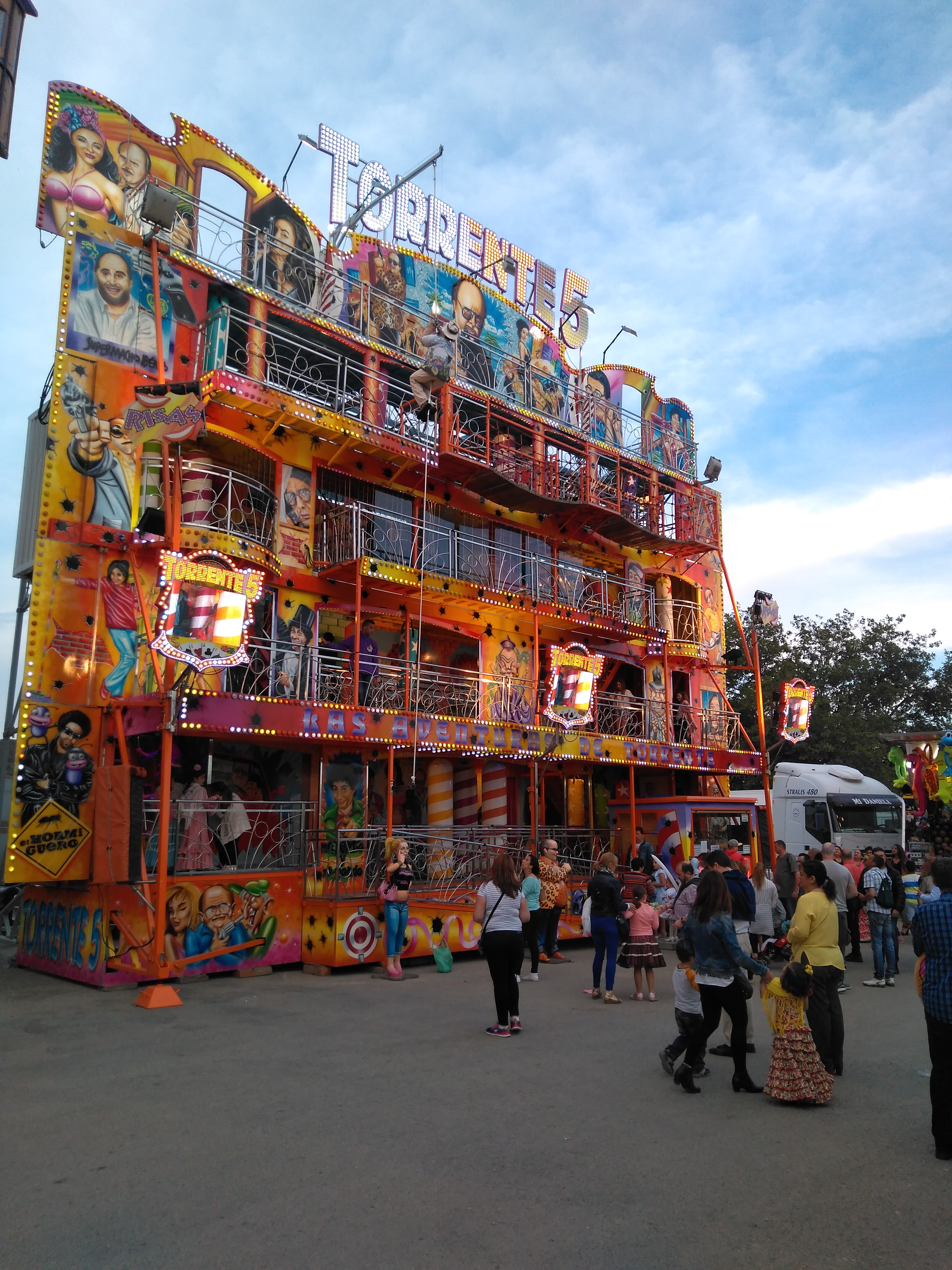
Atracción de feria ambientada en la película

Año 2018. Torrente sale de la cárcel, y se encuentra aturdido ante una España convulsa y dividida. Debe encontrar respuestas en su interior para despejar su confusión, y por ello decide convertirse en un "fuera de la ley". Así que se propone atracar un casino con una banda de incompetentes. A través de un contacto de su estancia en prisión, localiza a John Marshall, la persona que se ocupó de supervisar la seguridad cuando se planificó el principal casino-hotel de Eurovegas. Marshall, el más indicado para planificar un golpe, le explica la necesidad de organizar una banda de especialistas, que Torrente se encargará de reclutar entre sus "contactos".

## Desarrollo
En 2013, Santiago Segura confirmó que se rodaría la quinta parte del filme, siendo el 26 de noviembre de ese mismo año cuando comenzó el rodaje, anunciándolo él mismo a través de su cuenta de Twitter mediante fotos del mismo. Poco se supo de la trama que seguiría el largometraje esta vez dado que su director no quiso sacar a la luz demasiada información; aunque se creía que podría girar en torno al proyecto de Eurovegas en Alcorcón. No obstante, confirmó que su compañero sería el torero Jesulín de Ubrique, así como su mujer María José Campanario. También se confirmó la participación de Angy Fernández y Julián López, quienes interpretan como extra durante la producción. A su vez, el famoso actor estadounidense Alec Baldwin aparece en esta entrega; aceptó el papel por consejo de su esposa Hilaria y le explicó el éxito de la saga Torrente.

## Reparto

### Reparto principal
- Santiago Segura - José Luis Torrente
- Julián López - «El Cuco»
- Jesús Janeiro - Jesusín
- Fernando Esteso - Ramiro Cuadrado
- Carlos Areces - Ricardo «Ricardito» Martín Lafuente
- Angy - Chiqui
- Anna Simon - Paqui
- Barragán - Manolito Barragán
- Cañita Brava - Antoñito
- Bigotes y Dientes - Ellos mismos

#### Con la colaboración especial de
- Chus Lampreave - Reme
- Neus Asensi - Amparito
- Silvia Abril - Encarni
- Florentino Fernández - Genaro Martín Lafuente
- Alec Baldwin - John Marshall

### Apariciones especiales
- Iñaki Gabilondo presentador de "Antena 5"
- Tomás Roncero interpreta al entrenador de la selección de Cataluña.
- Jorge D'Alessandro interpreta al entrenador de la selección de Argentina
- Josep Pedrerol interpreta a un periodista deportivo.
- Leonardo Dantés interpreta a un amigo
- María José Campanario interpreta a la indigente del cementerio.
- El Langui en el papel de Cabañas.
- Jimmy Barnatán como acróbata enano
- Pablo Motos.Vigilante de Seguridad de Eurovegas
- Leo Harlem.Vigilante de Cámaras
- Andreu Buenafuente interpreta a Manolo (Marido de Encarni)
- Chiquito de la Calzada.Vigilante de Cámaras II
- Víctor Sandoval. Vigilante de Seguridad Eurovegas
- Paco Collado. Vigilante de Seguridad Eurovegas
- José Mota. Vigilante de Seguridad Eurovegas
- Imanol Arias.Vigilante de Seguridad Aeropuerto
- Calma Segura (hija de Santiago Segura).Niña tejedora explotada
- Andrés Pajares. Recepcionista
- El Gran Wyoming.Vigilante de Seguridad Aeropuerto
- Ricardo Darín.Tutorial como pilotar Boeing 747
- Maxi Iglesias. Príncipe azul en moto
- Josema Yuste. Director de Eurovegas.
- Falete. La Chelo
- El Hombre de Negro. Seguridad de Eurovegas
- Joaquín Sabina (Canción de los créditos finales)
- Mónica Naranjo (Tema principal "Eurovegas")
- Raymond Pozo (Actor dominicano que aparece en la escena final de la película)
- Miguel Céspedes (Actor dominicano que aparece también en el final)
- Rubén Doblas Gundersen (ElRubius) Aficionado que sale celebrando el gol de Argentina en la grada
- Miguel Ángel Rogel (MangelRogel) Aficionado que sale celebrando el gol de Argentina en la grada
- Ismael Prego (Wismichu) Aficionado que sale celebrando el gol de Argentina en la grada
- Rafa Mora como él mismo
- Álex Alzina (La Hucha Films)

## Respuesta de la crítica
A diferencia de las cuatro anteriores (sobre todo la tercera y la cuarta), esta quinta entrega recibió críticas generalmente positivas. Según el diario El Mundo era 'la más divertida, cruel y amarga entrega de la saga desde la cinta original'.